# Östra Mörttjärnen, Hälsingland
Östra Mörttjärnen är en sjö i Ovanåkers kommun i Hälsingland och ingår i Ljusnans huvudavrinningsområde.